# Фавстиниан
Фавстиниан (лат. Faustinian) — епископ Болонский IV века, исповедник. День памяти — 26 февраля.
Святой Фавстиниан был вторым епископом Болоньи после Замы. Он пострадал во время гонений при правлении Диоклетиана, но выжил. Известен своей твёрдой позицией по отношению к арианской ереси.